# Atta (Lebensmittel)

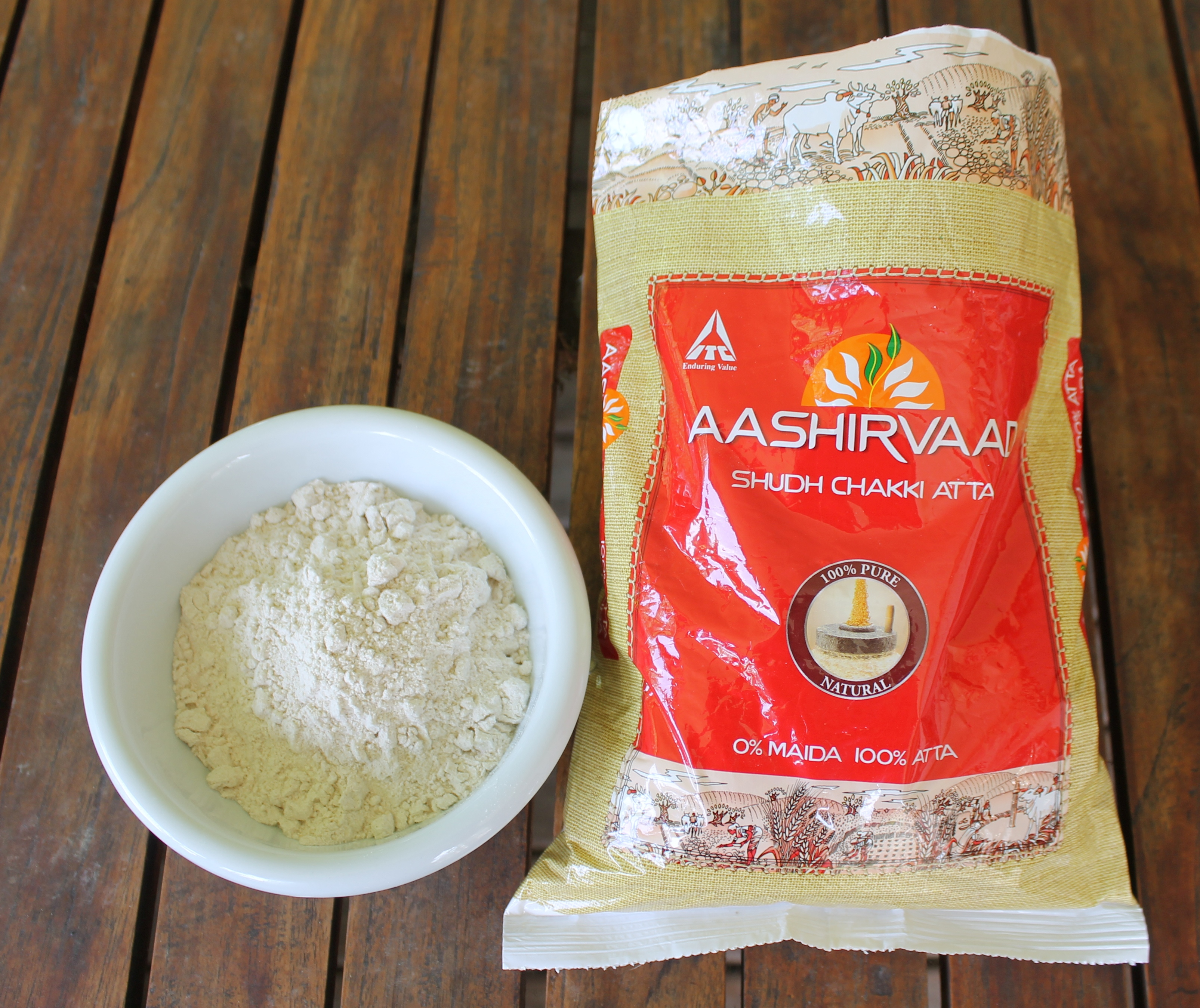
Atta

Atta (Hindi आट्टा, Urdu آٹا) ist ein Vollkorn-Weizenmehl, das in der indischen Küche in Südasien, besonders in Indien, Pakistan und Bangladesch für die Herstellung von Fladenbrot wie Chapati, Naan oder Paratha verwendet wird. Atta wird in der Regel aus glutenreichem Hartweizen hergestellt und zeichnet sich durch eine gelbe bis hellbraune Farbe und in der Verarbeitung durch einen sehr dehnbaren Teig aus.

## Eigenschaften
Atta wird aus Hartweizen hergestellt, der einen relativ hohen Eiweißgehalt von etwa 9 bis 12 Prozent aufweist. Das Gluten ist dafür verantwortlich, dass aus dem Mehl ein besonders dehnbarer Teig zubereitet werden kann, der sich sehr dünn ausrollen lässt und somit ideal für die Herstellung von Fladenbrot ist. Auch der Anteil zerbrochener Stärkegranula ist bei Atta durch die Verwendung von Hartweizen und die grobe Mahlmethode mit etwa 15 Prozent bis zu dreimal höher als bei herkömmlichem Mehl, was es aufnahmefähiger für Wasser und den Teig folglich klebriger und dehnbarer macht. Des Weiteren hat Atta einen Feuchtigkeitsgehalt zwischen 8 und 11 Prozent sowie einen Rohaschegehalt von 1 bis 2 Prozent. Atta wird vom feiner gemahlenen, helleren Maida unterschieden.

## Herstellung

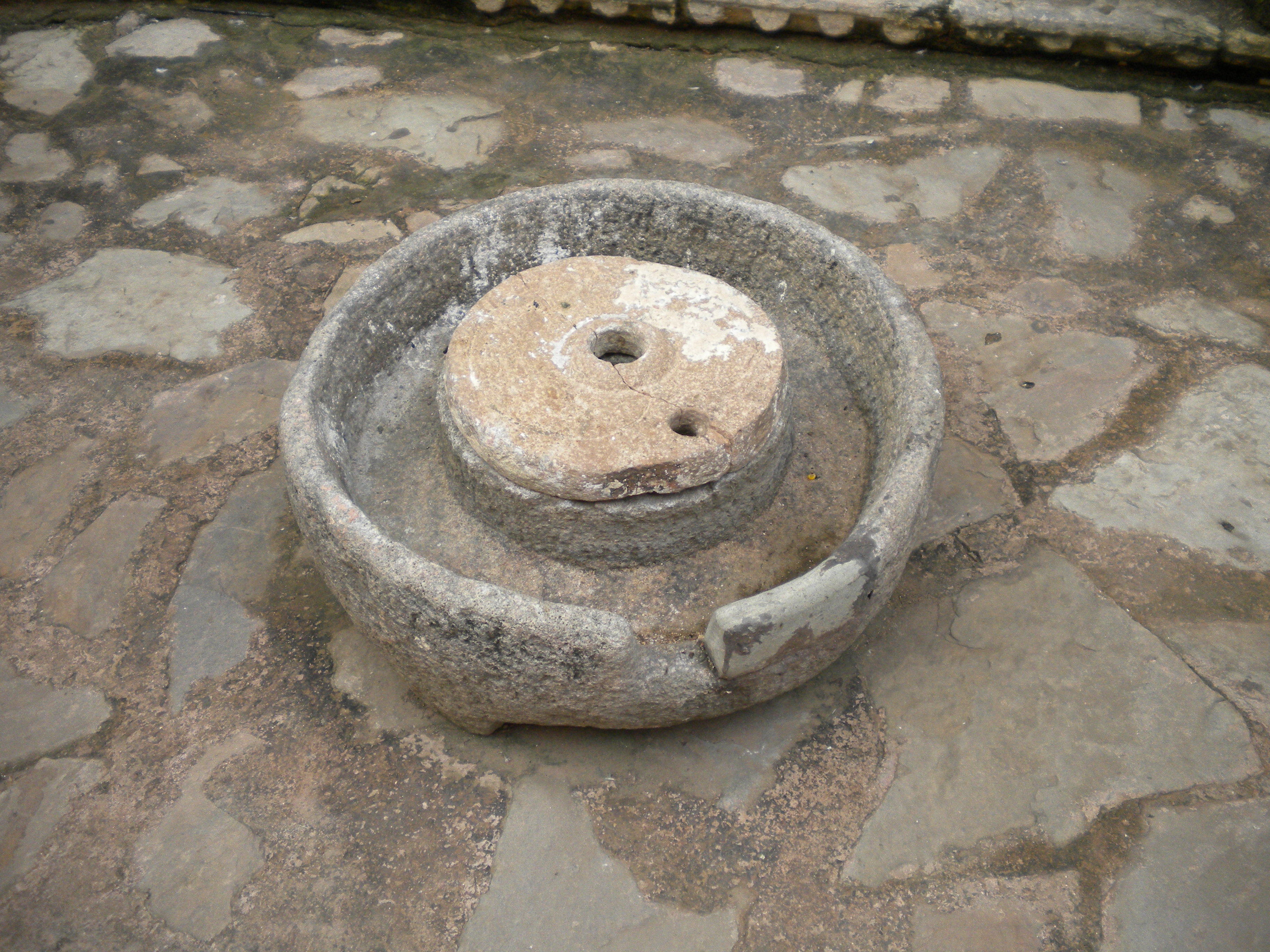
Eine traditionelle Steinmühle zum Mahlen von Weizen für Atta

Traditionell wird Atta von Hand mithilfe einer kleinen Steinmühle aus ganzen Weizenkörnern, also mit Frucht- und Samenschale sowie Keimling hergestellt und ist ein reines Vollkornmehl. Die relativ hohe Hitze, die bei diesem Mahlverfahren entsteht, verleiht dem Mehl ein charakteristisch süßliches Aroma.